# Minidorysthetus bolivianus
Minidorysthetus bolivianus är en skalbaggsart som beskrevs av Ohaus 1908. Minidorysthetus bolivianus ingår i släktet Minidorysthetus och familjen Rutelidae. Inga underarter finns listade i Catalogue of Life.